# Petter Solberg
Petter Solberg (Askim, 18 novembre 1974) è un pilota di rally norvegese.
Campione del mondo rally nella stagione 2003, tre volte vicecampione del mondo nelle stagioni 2002, 2004 e 2005 e due volte Campione del mondo di rallycross (dov'è tuttora impegnato) nelle stagioni 2014 e 2015. Grazie a questi successi, Solberg è il primo pilota nella storia ad aver vinto il titolo mondiale in un campionato organizzato dalla FIA in due discipline diverse.; suo figlio Oliver è anch'esso pilota di rally

## Carriera

### Gli esordi
All'età di 13 anni Solberg vinse il campionato nazionale di auto radiocomandate (RC cars) spinto dai genitori Tove (la madre) e Teje (il padre) entrambi piloti di bilcross (una versione economica del rallycross, tipicamente norvegese). Quando era ancora troppo giovane per guidare, Petter aiutava a preparare le macchine di rallycross nel giardino di casa e appena compiuti 18 anni entra nel mondo del bilcross nel 1992. Vince sia il campionato nazionale di rallycross che di cronoscalata nel 1995 (19 vittorie su 21 gare) e 1996 (15 vittorie su 19 gare). Nel 1998 è campione norvegese di rally (suo fratello maggiore, Henning, lo ha vinto di seguito dal 1999 al 2003).

### Il campionato mondiale rally

#### L'ingresso in Ford
Grazie all'aiuto del connazionale John "Mr. Skoda" Haugland, Solberg venne notato dai team manager del campionato del mondo rally (WRC). Dopo aver vinto un test drive comparativo, nel 1998 accettò di entrare a far parte del Junior Rally Team della Ford. Nonostante Malcolm Wilson, team manager della scuderia M-Sport, cui il reparto sportivo del costruttore americano affida le proprie vetture, si aspettasse un inizio in sordina, Petter diventò un "point scorer" per la Ford, soprattutto all'estenuante Safari Rally del 1999.

#### L'esperienza in Subaru
Nel 2000 decise di lasciare la Ford Motorsport per il Prodrive Subaru World Rally Team (SWRT) come compagno di Richard Burns e Juha Kankkunen. Il primo podio arrivò l'anno successivo al Rally dell'Acropoli mentre al Rally di Sanremo perse volontariamente punti passando dalla quarta alla quinta posizione, aiutando così Richard Burns nella rincorsa al titolo, poi vinto dal britannico.

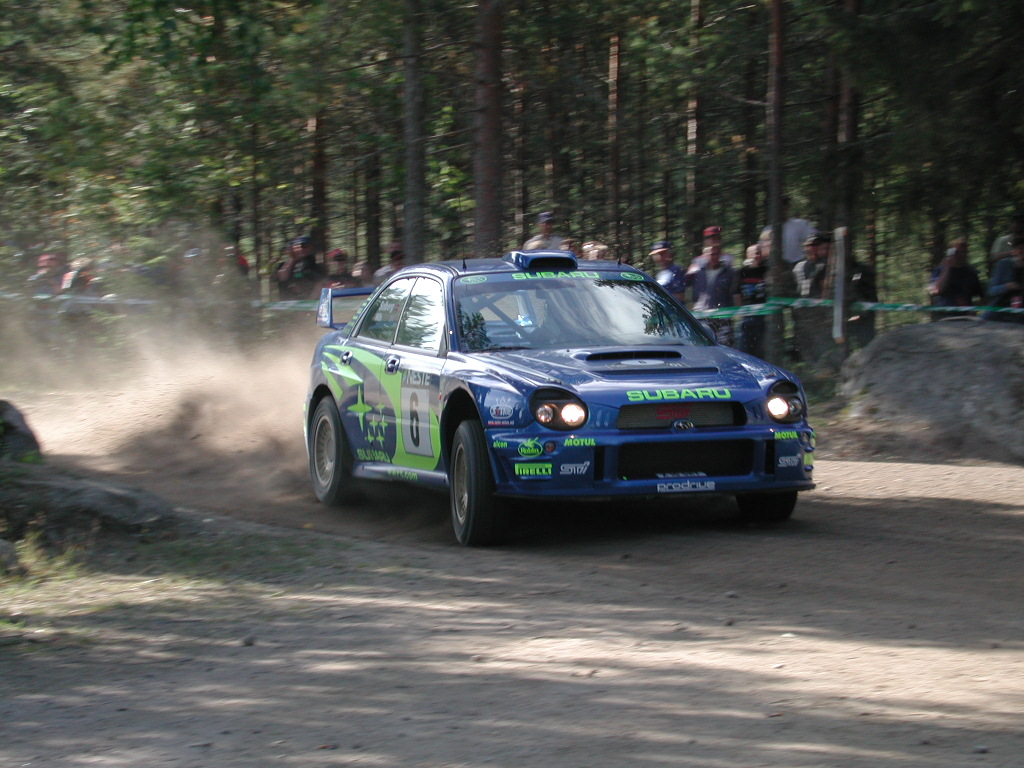
Solberg al Rally di Finlandia 2001

Nel 2002 si ritrovò come compagno di squadra il quattro volte campione del mondo Tommi Mäkinen dopo il trasferimento di Burns alla Peugeot. Nello stesso anno vinse la sua prima gara primeggiando nel prestigioso rally del Galles  grazie anche a uno sfortunato incidente di Marcus Grönholm ma dimostrando comunque ottime qualità di guida sugli insidiosi terreni gallesi.
Nel 2003 conquistò quattro vittorie, ripetendosi in Galles e conquistando il titolo mondiale con appena un punto di vantaggio sul nuovo talento francese della Citroën Sébastien Loeb.
Nel difendere il titolo non ebbe molta fortuna infatti nel 2004, nonostante 5 vittorie su 16 gare (vincendo in Galles per la terza volte consecutiva), non riuscì a resistere al ritorno di Loeb il quale andò a punti più regolarmente mentre Solberg ebbe invece una serie negativa di tre ritiri consecutivi a metà stagione. Finì comunque secondo in classifica.

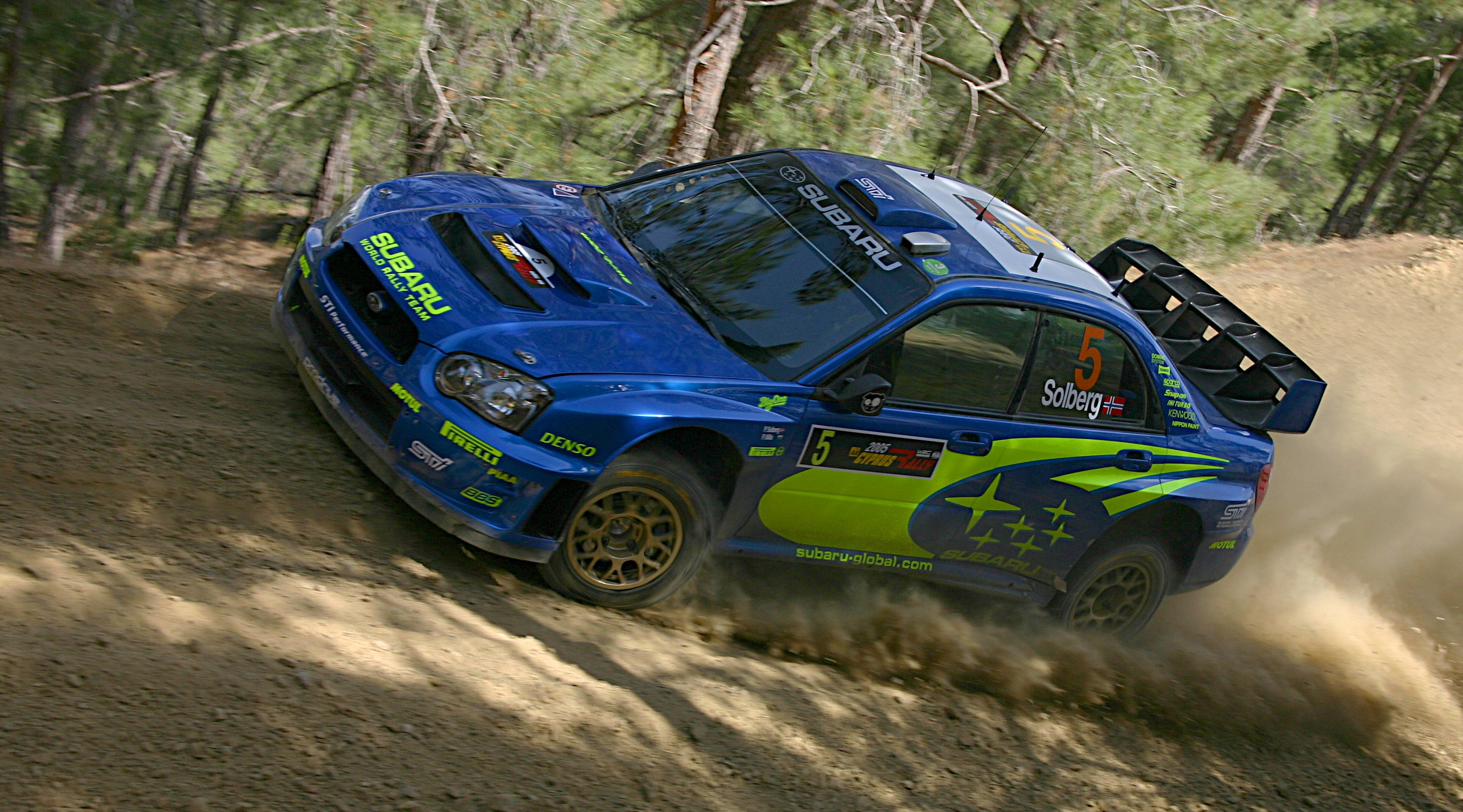
Solberg al rally di Cipro 2005

Il 2005 cominciò bene con 2 vittorie su 3 gare e la testa della classifica ma ancora una volta Loeb fu irresistibile e a fine stagione Petter si ritrovò a lottare per il secondo posto con Marcus Grönholm. Vinse ancora una volta in Galles (per lui la quarta consecutiva) dopo che Loeb si fece penalizzare per non vincere rally e titolo in occasione della morte di Michael Park, navigatore di Markko Märtin. Rimase in corsa per vincere il mondiale ma al rally d'Australia si ritirò per aver investito un canguro e il titolo andò nuovamente a Loeb.
Nel 2006 continuò la sua collaborazione con la Subaru che presentò la nuova Impreza WRC2006. I risultati di quella stagione non furono all'altezza di quelli di Loeb che corse con una Citroën Xsara WRC privata in attesa dello sviluppo della nuova C4 WRC. Solberg dovette accontentarsi soltanto di una serie di modesti piazzamenti (secondo posto in Messico, Argentina e Australia) e ben otto ritiri; terminò il campionato in sesta posizione con 40 punti e fu la prima volta dal 1993 che un pilota Subaru non finì tra i primi tre in classifica generale.

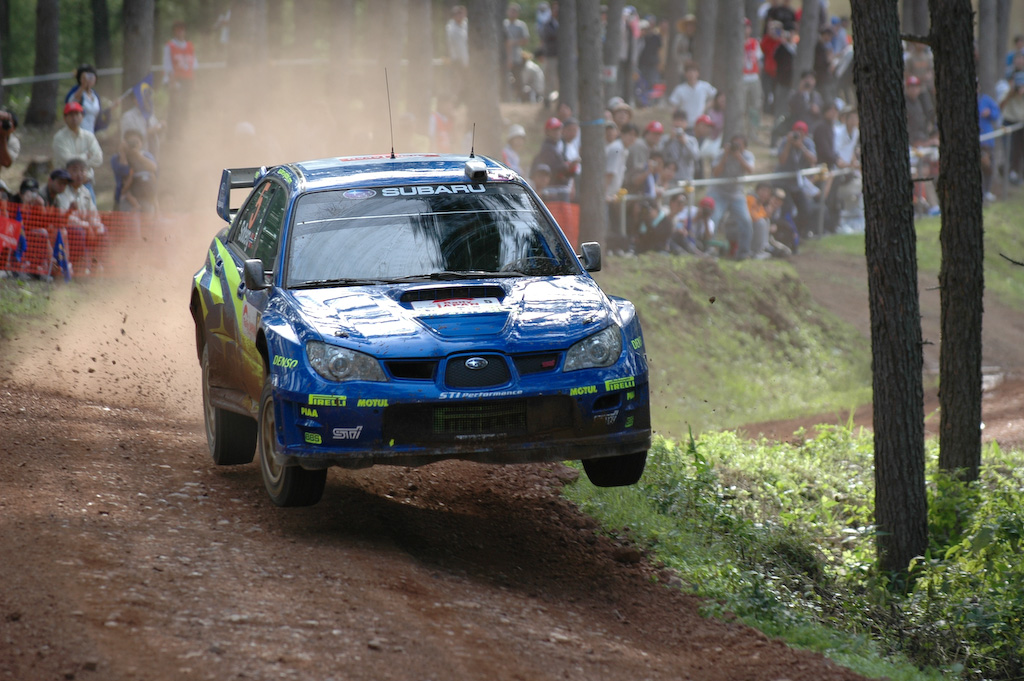
Solberg alla guida di una Subaru Impreza WRC a Rally del Giappone 2006

Il 2007 sembrò iniziare meglio con un sesto posto a Montecarlo (il suo miglior piazzamento in carriera nel rally monegasco), ma fu costretto al ritiro in Svezia, dove lottava per il podio, e in Norvegia venne battuto dal fratello Henning nella corsa al terzo posto. Il resto della stagione, a parte un secondo posto in Portogallo (arrivato peraltro dopo la penalizzazione delle due Ford di Gronholm e Hirvonen che erano davanti), è un susseguirsi di problemi tecnici e ritiri. Il terzo posto in Grecia sembrò essere il punto di svolta della stagione ma così non fu. Terminò infatti l'annata al quinto posto con 47 punti proprio davanti a suo fratello. Nello stesso anno partecipò anche alla Race of Champions rappresentando la Norvegia con il fratello Henning e insieme al sette volte campione del mondo di Formula 1 Michael Schumacher.

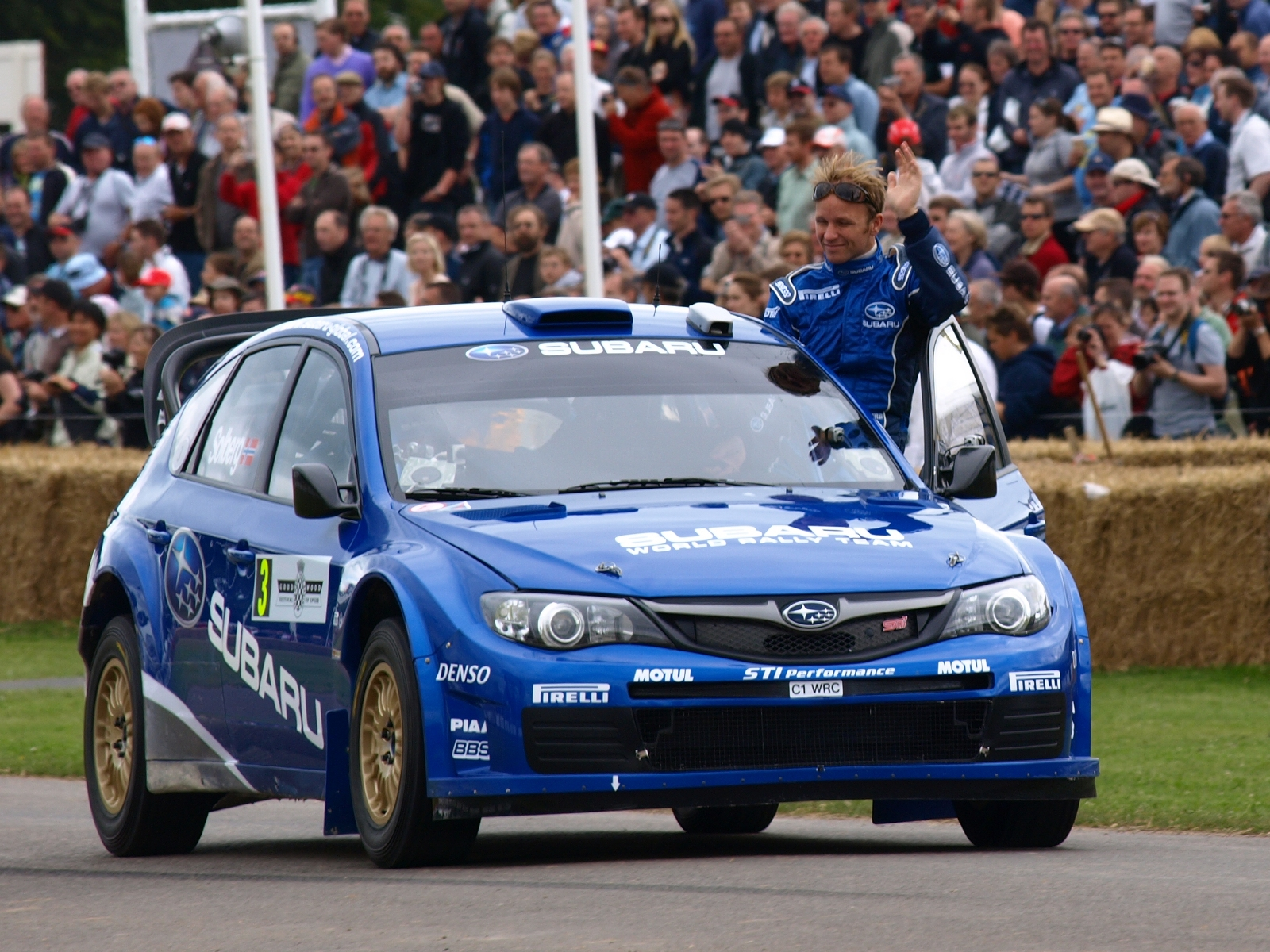
Petter Solberg su una Subaru Impreza WRC2008 al Goodwood Festival of Speed nel 2008

Nel 2008 continuò la sua collaborazione con Subaru che a metà stagione presentò la nuova Impreza WRC2008 la quale segnò un punto di svolta con i modelli precedenti, Non trattandosi più di una berlina tre volumi ma di una due volumi più compatta e dall'apparenza meno estrema. La prima parte di stagione, con la vecchia Impreza WRC2007, vide il norvegese ritirarsi per ben quattro volte consecutive e ottenere soltanto due buoni piazzamenti (quinto a Montecarlo e quarto in Svezia). I primi risultati con la nuova vettura furono più che confortanti: infatti, al debutto, il norvegese colse subito un podio in una delle gare più dure della stagione, il Rally dell'Acropoli, e il team ne ottenne anche un altro in Finlandia con Chris Atkinson. Tuttavia nel resto della stagione ottenne solo piazzamenti e nessun podio, terminò infatti sesto in classifica dietro anche al compagno di squadra. Alla fine della stagione la Subaru, complice il difficile momento economico, pose termine alla quindicennale presenza nel campionato mondiale rally.

#### Il Petter Solberg World Rally Team

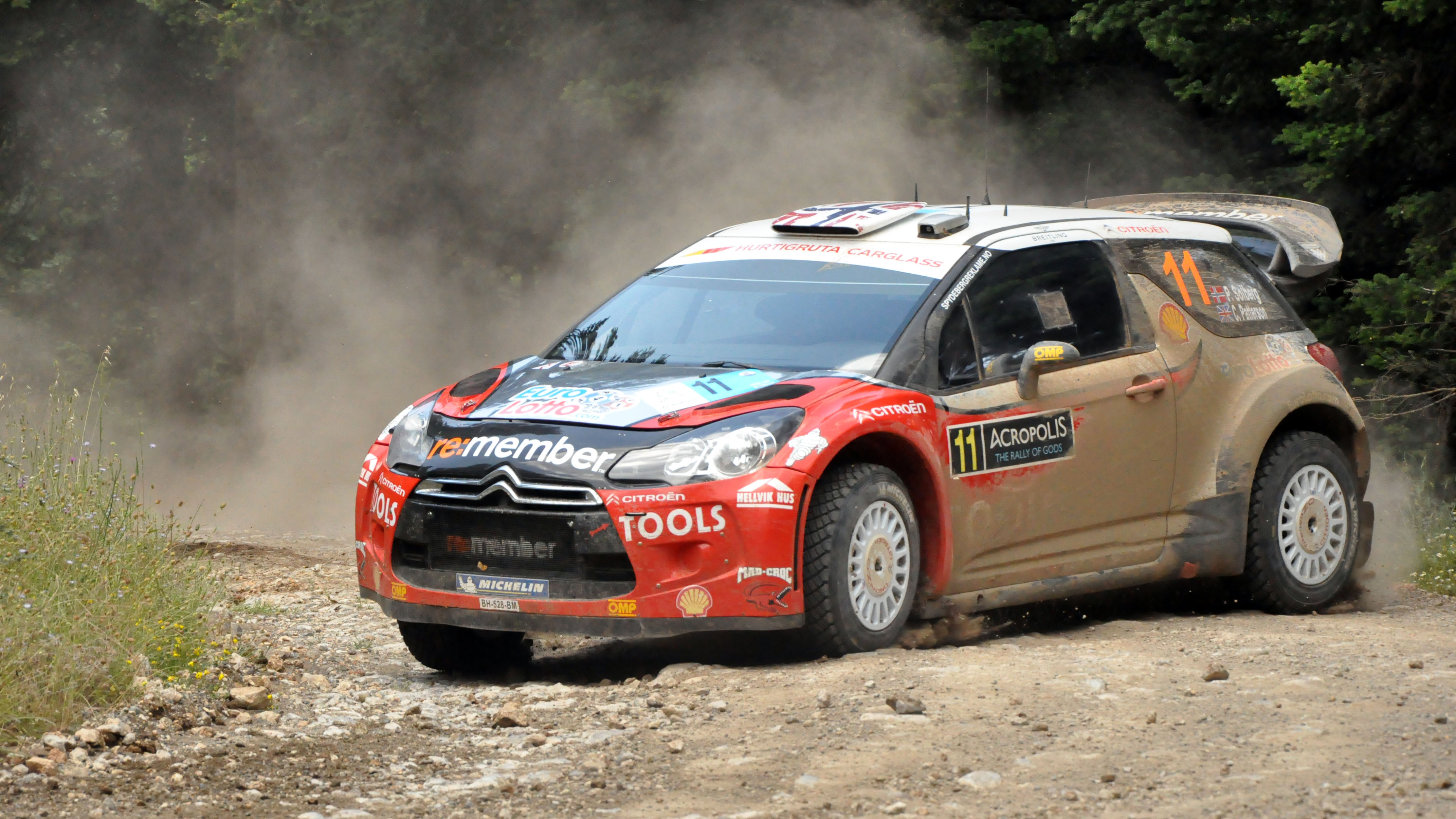
Petter Solberg durante il Rally di Grecia nel 2011

Rimasto senza una vettura ufficiale, Solberg decide di affrontare il mondiale 2009 con una propria squadra, acquistando una Citroën Xsara WRC, che gli permette di ottenere due terzi posti a Cipro e in Italia. I modesti risultati conseguiti nel prosieguo della stagione lo convincono a rilevare dal costruttore francese una più moderna C4 WRC, con la quale disputerà le due prove finali del campionato; in entrambe conclude al quarto posto. Conclude la stagione con 35 punti, al quinto posto nel Mondiale Piloti vinto da Loeb.
Con lo stesso team, dopo aver raccolto il budget necessario con un imponente bouquet di sponsor, acquista un secondo esemplare di C4 WRC, con la quale affronta l'intera stagione 2010. Dopo un brutto inizio con un nono posto in Svezia, riesce a conquistare tre podi consecutivi: è secondo in Messico e Turchia e terzo in Giordania. Dopo un ritiro in Nuova Zelanda, il pilota norvegese riprende a racimolare punti, con risultati molto buoni: è terzo in Bulgaria e in Francia, e secondo in Giappone. Nelle altre prove, termina sempre nei primi cinque. Conclude il campionato in terza posizione, totalizzando 169 punti.

#### 2012: il ritorno in Ford
A fine stagione 2011 il team ufficiale Ford (Ford Abu Dhabi World Rally Team) ha dichiarato che a sostituire il partente Mikko Hirvonen sarebbe stato proprio Petter che così a distanza di quattro anni sarebbe tornato a guidare una vettura ufficiale da Rally.

#### 2013: il World Rallycross Championship

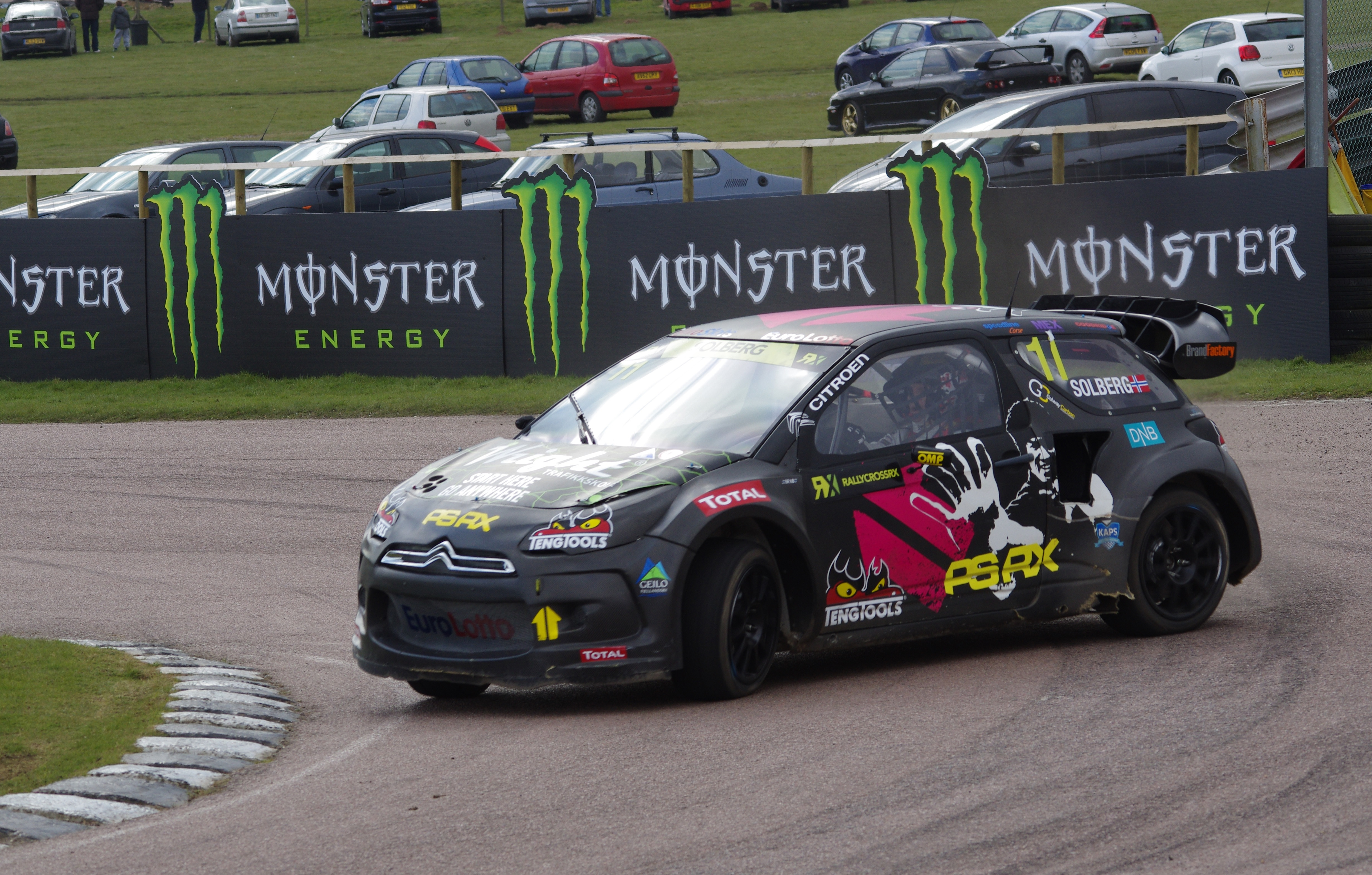
Petter Solberg all'European Rallycross 2013 a bordo di una Citroen DS3 Supercar

Il 2013 rappresenta il ritorno nel mondo del Rallycross, che lo aveva visto protagonista all'inizio della sua carriera. Partecipa al campionato Europeo Rallycross a bordo di una Citroën DS3 preparata e gestita dalla sua stessa squadra, la Petter Solberg Rallycross (RX) Team.
Nel 2014 si disputa il primo mondiale di Rallycross, Petter Solberg conquista matematicamente il titolo di campione del mondo in Italia, prima di gareggiare le ultime due prove.

## Vittorie nel mondiale rally

### WRC-2
| # | Stagione | Evento                 | Co-pilota  | Auto                   |
| - | -------- | ---------------------- | ---------- | ---------------------- |
| 1 | 2019     | Rally di Gran Bretagna | Phil Mills | Volkswagen Polo GTI R5 |

### WRC
| #  | Stagione | Evento                    | Co-pilota  | Auto                       | Squadra                 |
| -- | -------- | ------------------------- | ---------- | -------------------------- | ----------------------- |
| 1  | 2002     | Rally di Gran Bretagna    | Phil Mills | Subaru Impreza S7 WRC '01  | 555 Subaru WRT          |
| 2  | 2003     | Rally di Cipro            | Phil Mills | Subaru Impreza S9 WRC '03  | 555 Subaru WRT          |
| 3  | 2003     | Rally d'Australia         | Phil Mills | Subaru Impreza S9 WRC '03  | 555 Subaru WRT          |
| 4  | 2003     | Tour de Corse             | Phil Mills | Subaru Impreza S9 WRC '03  | 555 Subaru WRT          |
| 5  | 2003     | Rally di Gran Bretagna    | Phil Mills | Subaru Impreza S9 WRC '03  | 555 Subaru WRT          |
| 6  | 2004     | Rally della Nuova Zelanda | Phil Mills | Subaru Impreza S10 WRC '04 | 555 Subaru WRT          |
| 7  | 2004     | Rally dell'Acropoli       | Phil Mills | Subaru Impreza S10 WRC '04 | 555 Subaru WRT          |
| 8  | 2004     | Rally del Giappone        | Phil Mills | Subaru Impreza S10 WRC '04 | 555 Subaru WRT          |
| 9  | 2004     | Rally di Gran Bretagna    | Phil Mills | Subaru Impreza S10 WRC '04 | 555 Subaru WRT          |
| 10 | 2004     | Rally di Sardegna         | Phil Mills | Subaru Impreza S10 WRC '04 | 555 Subaru WRT          |
| 11 | 2005     | Rally di Svezia           | Phil Mills | Subaru Impreza S10 WRC '04 | Subaru World Rally Team |
| 12 | 2005     | Rally del Messico         | Phil Mills | Subaru Impreza S11 WRC '05 | Subaru World Rally Team |
| 13 | 2005     | Rally di Gran Bretagna    | Phil Mills | Subaru Impreza S11 WRC '05 | Subaru World Rally Team |

## Risultati

### WRC
| 1998 | Scuderia    | Vettura               |  |    |  |  |  |  |  |  |  |  |  |  |     |  |  |  | Punti | Pos. |
| ---- | ----------- | --------------------- |  | -- |  |  |  |  |  |  |  |  |  |  | --- |  |  |  | ----- | ---- |
| 1998 | Shell Norge | Toyota Celica GT-Four |  | 16 |  |  |  |  |  |  |  |  |  |  | Rit |  |  |  | 0     |      |

| 1999 | Scuderia          | Vettura                             |  |    |   |    |  |  |  |  |  |    |  |    |  |   |  |  | Punti | Pos. |
| ---- | ----------------- | ----------------------------------- |  | -- | - | -- |  |  |  |  |  | -- |  | -- |  | - |  |  | ----- | ---- |
| 1999 | Ford Motor Co Ltd | Ford Escort WRC e Ford Focus RS WRC |  | 11 | 5 | 11 |  |  |  |  |  | 12 |  | 27 |  | 9 |  |  | 2     | 18º  |

| 2000 | Scuderia                                    | Vettura                                |  |  |   |     |  |   |     |   |     |  |     |   |     |     |  |  | Punti | Pos. |
| ---- | ------------------------------------------- | -------------------------------------- |  |  | - | --- |  | - | --- | - | --- |  | --- | - | --- | --- |  |  | ----- | ---- |
| 2000 | Ford Motor Co Ltd e Subaru World Rally Team | Ford Focus RS WRC e Subaru Impreza WRC |  |  | 5 | Rit |  | 6 | Rit | 4 | Rit |  | Rit | 9 | Rit | Rit |  |  | 6     | 10º  |

| 2001 | Scuderia                | Vettura            |     |   |     |     |   |     |   |     |   |   |   |   |   |     |  |  | Punti | Pos. |
| ---- | ----------------------- | ------------------ | --- | - | --- | --- | - | --- | - | --- | - | - | - | - | - | --- |  |  | ----- | ---- |
| 2001 | Subaru World Rally Team | Subaru Impreza WRC | Rit | 6 | Rit | Rit | 5 | Rit | 2 | Rit | 7 | 7 | 9 | 5 | 7 | Rit |  |  | 11    | 10º  |

| 2002 | Scuderia                | Vettura            |   |     |   |   |   |   |   |     |   |     |   |     |   |   |  |  | Punti | Pos. |
| ---- | ----------------------- | ------------------ | - | --- | - | - | - | - | - | --- | - | --- | - | --- | - | - |  |  | ----- | ---- |
| 2002 | Subaru World Rally Team | Subaru Impreza WRC | 6 | Rit | 5 | 5 | 5 | 2 | 5 | Rit | 3 | Rit | 3 | Rit | 3 | 1 |  |  | 37    | 2º   |

| 2003 | Scuderia                | Vettura            |     |   |     |   |   |   |   |   |   |   |     |   |   |   |  |  | Punti | Pos. |
| ---- | ----------------------- | ------------------ | --- | - | --- | - | - | - | - | - | - | - | --- | - | - | - |  |  | ----- | ---- |
| 2003 | Subaru World Rally Team | Subaru Impreza WRC | Rit | 6 | Rit | 3 | 5 | 3 | 1 | 8 | 2 | 1 | Rit | 1 | 5 | 1 |  |  | 72    | 1º   |

| 2004 | Scuderia                | Vettura            |   |   |   |   |   |   |   |     |     |     |   |   |   |   |   |     | Punti | Pos. |
| ---- | ----------------------- | ------------------ | - | - | - | - | - | - | - | --- | --- | --- | - | - | - | - | - | --- | ----- | ---- |
| 2004 | Subaru World Rally Team | Subaru Impreza WRC | 7 | 3 | 4 | 1 | 4 | 1 | 3 | Rit | Rit | Rit | 1 | 1 | 1 | 5 | 5 | Rit | 82    | 2º   |

| 2005 | Scuderia                | Vettura            |     |   |   |   |   |     |   |   |   |   |   |   |     |   |    |     | Punti | Pos. |
| ---- | ----------------------- | ------------------ | --- | - | - | - | - | --- | - | - | - | - | - | - | --- | - | -- | --- | ----- | ---- |
| 2005 | Subaru World Rally Team | Subaru Impreza WRC | Rit | 1 | 1 | 3 | 2 | Rit | 2 | 9 | 3 | 4 | 7 | 1 | Rit | 3 | 13 | Rit | 71    | 2º   |

| 2006 | Scuderia                | Vettura            |     |     |   |   |    |   |   |   |     |     |   |   |    |   |   |   | Punti | Pos. |
| ---- | ----------------------- | ------------------ | --- | --- | - | - | -- | - | - | - | --- | --- | - | - | -- | - | - | - | ----- | ---- |
| 2006 | Subaru World Rally Team | Subaru Impreza WRC | Rit | Rit | 2 | 7 | 11 | 2 | 9 | 7 | Rit | Rit | 7 | 8 | 13 | 2 | 6 | 3 | 40    | 6º   |

| 2007 | Scuderia                | Vettura            |   |     |   |     |   |     |   |   |     |   |   |   |   |    |   |   | Punti | Pos. |
| ---- | ----------------------- | ------------------ | - | --- | - | --- | - | --- | - | - | --- | - | - | - | - | -- | - | - | ----- | ---- |
| 2007 | Subaru World Rally Team | Subaru Impreza WRC | 6 | Rit | 4 | Rit | 2 | Rit | 5 | 3 | Rit | 6 | 7 | 6 | 5 | 16 | 5 | 4 | 47    | 5º   |

| 2008 | Scuderia                | Vettura            |   |   |    |     |     |    |   |   |   |   |   |   |   |   |   |  | Punti | Pos. |
| ---- | ----------------------- | ------------------ | - | - | -- | --- | --- | -- | - | - | - | - | - | - | - | - | - |  | ----- | ---- |
| 2008 | Subaru World Rally Team | Subaru Impreza WRC | 5 | 4 | 11 | Rit | Rit | 10 | 2 | 6 | 6 | 5 | 4 | 5 | 5 | 8 | 4 |  | 46    | 6º   |

| 2009 | Scuderia                         | Vettura                            |  |   |   |   |     |   |     |   |     |  |   |   |  |  |  |  | Punti | Pos. |
| ---- | -------------------------------- | ---------------------------------- |  | - | - | - | --- | - | --- | - | --- |  | - | - |  |  |  |  | ----- | ---- |
| 2009 | Petter Solberg Rally MSN Edition | Citroën Xsara WRC e Citroën C4 WRC |  | 6 | 3 | 4 | Rit | 3 | Rit | 4 | Rit |  | 4 | 4 |  |  |  |  | 35    | 5º   |

| 2010 | Scuderia                        | Vettura        |   |   |   |   |     |   |   |   |   |   |   |   |   |  |  |  | Punti | Pos. |
| ---- | ------------------------------- | -------------- | - | - | - | - | --- | - | - | - | - | - | - | - | - |  |  |  | ----- | ---- |
| 2010 | Petter Solberg World Rally Team | Citroën C4 WRC | 9 | 2 | 3 | 2 | Rit | 5 | 3 | 4 | 5 | 2 | 3 | 2 | 2 |  |  |  | 169   | 3º   |

| 2011 | Scuderia                        | Vettura         |   |    |   |     |   |    |   |   |    |   |    |     |     |  |  |  | Punti | Pos. |
| ---- | ------------------------------- | --------------- | - | -- | - | --- | - | -- | - | - | -- | - | -- | --- | --- |  |  |  | ----- | ---- |
| 2011 | Petter Solberg World Rally Team | Citroën DS3 WRC | 5 | 43 | 6 | Rit | 3 | 41 | 4 | 5 | 53 | 3 | SQ | Rit | Rit |  |  |  | 110   | 5º   |

| 2012 | Scuderia              | Vettura            |   |    |    |   |    |     |    |    |    |   |    |    |    |  |  |  | Punti | Pos. |
| ---- | --------------------- | ------------------ | - | -- | -- | - | -- | --- | -- | -- | -- | - | -- | -- | -- |  |  |  | ----- | ---- |
| 2012 | Ford World Rally Team | Ford Fiesta RS WRC | 3 | 42 | 31 | 3 | 61 | Rit | 32 | 42 | 11 | 3 | 26 | 91 | 11 |  |  |  | 124   | 5º   |

| 2018 | Scuderia              | Vettura                |  |  |  |  |  |  |  |  |  |  |  |    |  |  |  |  | Punti | Pos. |
| ---- | --------------------- | ---------------------- |  |  |  |  |  |  |  |  |  |  |  | -- |  |  |  |  | ----- | ---- |
| 2018 | Volkswagen Motorsport | Volkswagen Polo GTI R5 |  |  |  |  |  |  |  |  |  |  |  | 14 |  |  |  |  | 0     |      |

| 2019 | Scuderia | Vettura                |  |  |  |  |  |  |  |  |  |  |  |    |  |  |  |  | Punti | Pos. |
| ---- | -------- | ---------------------- |  |  |  |  |  |  |  |  |  |  |  | -- |  |  |  |  | ----- | ---- |
| 2019 |          | Volkswagen Polo GTI R5 |  |  |  |  |  |  |  |  |  |  |  | 10 |  |  |  |  | 1     | 31º  |

| Legenda | 1º posto | 2º posto | 3º posto | A punti | Senza punti | Ritirato | Squalificato | NP=Non partito C=Gara cancellata | Apice=Power stage |

### WRC-2
| 2018 | Scuderia              | Vettura                |  |  |  |  |  |  |  |  |  |  |  |   |  |  |  |  | Punti | Pos. |
| ---- | --------------------- | ---------------------- |  |  |  |  |  |  |  |  |  |  |  | - |  |  |  |  | ----- | ---- |
| 2018 | Volkswagen Motorsport | Volkswagen Polo GTI R5 |  |  |  |  |  |  |  |  |  |  |  | 3 |  |  |  |  | 15    | 24º  |

| 2019 | Scuderia | Vettura                |  |  |  |  |  |  |  |  |  |  |  |   |  |  |  |  | Punti | Pos. |
| ---- | -------- | ---------------------- |  |  |  |  |  |  |  |  |  |  |  | - |  |  |  |  | ----- | ---- |
| 2019 |          | Volkswagen Polo GTI R5 |  |  |  |  |  |  |  |  |  |  |  | 1 |  |  |  |  | 25    | 21º  |

| Legenda | 1º posto | 2º posto | 3º posto | A punti | Senza punti | Ritirato | Squalificato | NP=Non partito C=Gara cancellata | Apice=Power stage |

### Campionato europeo rallycross
| Anno | Scuderia | Vettura     | 1      | 2     | 3     | 4     | 5      | 6     | 7     | 8     | 9     | Pos. | Punti |
| ---- | -------- | ----------- | ------ | ----- | ----- | ----- | ------ | ----- | ----- | ----- | ----- | ---- | ----- |
| 2013 | PSRX     | Citroën DS3 | GBR 10 | POR 3 | UNG 9 | FIN 5 | NOR 13 | SVE 6 | FRA 2 | AUT 6 | GER 6 | 8º   | 93    |

### Campionato del mondo rallycross
| Anno | Scuderia                     | Vettura             | 1     | 2     | 3     | 4      | 5     | 6     | 7     | 8     | 9      | 10     | 11    | 12    | 13    | Pos. | Punti |
| ---- | ---------------------------- | ------------------- | ----- | ----- | ----- | ------ | ----- | ----- | ----- | ----- | ------ | ------ | ----- | ----- | ----- | ---- | ----- |
| 2014 | PSRX                         | Citroën DS3         | POR 1 | GBR 6 | NOR 2 | FIN 10 | SVE 3 | BEL 4 | CAN 1 | FRA 1 | GER 1  | ITA 3  | TUR 6 | ARG 1 |       | 1º   | 267   |
| 2015 | SDRX                         | Citroën DS3         | POR 2 | HOC 1 | BEL 2 | GBR 1  | GER 2 | SVE 6 | CAN 8 | NOR 7 | FRA 2  | SPA 1  | TUR 8 | ITA 3 | ARG 3 | 1º   | 301   |
| 2016 | Petter Solberg World RX Team | Citroën DS3         | POR 1 | HOC 4 | BEL 3 | GBR 2  | NOR 4 | SVE 7 | CAN 5 | FRA 4 | SPA 10 | LET 19 | GER 2 | ARG 7 |       | 4º   | 239   |
| 2017 | PSRX Volkswagen Sweden       | Volkswagen Polo GTI | SPA 4 | POR 6 | HOC 4 | BEL 3  | GBR 1 | NOR 7 | SVE 7 | CAN 2 | FRA 5  | LET 7  | GER 4 | SAF 4 |       | 3º   | 252   |